# Bad Sankt Leonhard im Lavanttal
Bad Sankt Leonhard im Lavanttal is een gemeente in de Oostenrijkse deelstaat Karinthië, en maakt deel uit van het district Wolfsberg.
Bad Sankt Leonhard im Lavanttal telt 4761 inwoners.
Bad Sankt Leonhard im Lavanttal ·
Frantschach-Sankt Gertraud ·
Lavamünd ·
Preitenegg ·
Reichenfels ·
Sankt Andrä ·
Sankt Georgen im Lavanttal ·
Sankt Paul im Lavanttal ·
Wolfsberg
- Gemeinsame Normdatei: 4414450-7
- Virtual International Authority File: 249379628